# 安田謙一郎
安田謙一郎（やすだ けんいちろう、1944年〈昭和19年〉1月14日 - ）は、日本のチェロ奏者。

## 略歴
1944年（昭和19年）、東京都で生誕。桐朋高等学校で学ぶが、中退。1965年（昭和40年）、第34回日本音楽コンクールでチェロ部門第1位とともに大賞を獲得。1966年（昭和41年）、第3回チャイコフスキー国際コンクールでチェロ部門第3位に入賞。1969年（昭和44年）、ルツェルン音楽祭弦楽合奏団のソリストとして日本、欧米の演奏旅行に同行し、同年から1973年（昭和48年）までピエール・フルニエのアシスタントを務めた。
これまでにチェロを斎藤秀雄、ガスパール・カサド、ピエール・フルニエに師事。
1986年（昭和61年）、妻の安田明子らと共に安田弦楽四重奏団を結成し、ハイドン、ベートーヴェンの室内楽作品の演奏で評価される。明子と共に水戸室内管弦楽団の団員も務めていたが、明子とは2009年（平成21年）に離婚。
桐朋学園大学音楽学部附属子供のための音楽教室の講師も務める。

## 安田弦楽四重奏団
- 第1ヴァイオリン：安田明子
- 第2ヴァイオリン：戸澤哲夫
- ヴィオラ：白尾偕子、斉藤和久、臼木麻弥
- チェロ：安田謙一郎